# حسن عبد الله الشرفي
حسن عبد الله علي الشرفي (1944 - 25 مايو 2020) شاعرُ وأديبٌ من اليمن، يعد من أهم القامات الشعرية اليمنية في القرن العشرين، تميز بغزارة إنتاجه الأدبي مع إجادة واضحة ومقدرة فذة على تطويع اللغة وامتلاكه لمخزون لا ينضب من المفردات مما مكنه من كتابة الشعر بأنوعه «العمودي والحميني والتفعلية».
ولد سنة 1944 م في قرية الشاهل بمحافظة حجه شمال غرب اليمن، وتوفي في صنعاء يوم الإثنين 25 مايو 2020 م، وبدأ كتابة الشعر عام 1958م في سنٍ مبكرةٍ إذ كان ما يزال طالب بالمدرسة العلمية بالمحابشة، وقد ساعده إتمامه لحفظ القرآن الكريم ومتطلبات اللغة العربية على التخرج من المدرسة العلمية والالتحاق بدار المعلمين بالعاصمة صنعاء حتى قيام الثورة اليمنية في 26 سبتمبر 1962م حيث تم تكليفه مع مجموعة من زملائه للتعريف بالجمهورية وأهدافها ومميزاتها في المناطق التي كانت ماتزال تحت سيطرة الملكيين. خلال السنوات السبع المضطربة التي تلت الثورة اليمنية في 1962م اشتغل بالتدريس مع القليل من الأعمال الحرة السائده كالمقاولات والخياطة والتطبيب واستمر حتى عام 1970م.
التحق بعد ذلك بالسلك الحكومي ضمن كادر وزارة الإدارة المحلية في عدة وظائف أخرها مديراً لمديرية أفلح اليمن في محافظة حجة. في عام 1994م أراد التفرغ للكتابة والأدب فانتقل إلى صنعاء كباحث في مركز الدراسات والبحوث حتى عام 2002م، تقاعد عن العمل الحكومي وأسس مجلساً أدبياً كان يقام في منزله حتى وفاته.
أصدر الشاعر حسن عبد الله الشرفي ديوانه الأول «من الغابة» بعد خمس سنوات من كتابة الدكتور أحمد علي الماخذي لمقدمة الديوان في عام1973م نتيجة لعدم موافقة الجهات المعنية على بعض قصائد الديوان وإصرار الشاعر على طباعته بدون حذف وهو ما تم في 1978م.

## أهم ما كتب عن الشاعر
- كتابين أحدهما بعنوان الوطن والوطنية في شعر حسن عبد الله الشرفي -للدكتور مصطفى أبو العلا
- من أغوار الخفاء إلى مشارف التجلي - دراسة تضمنت عدة شعراء -للدكتور عبد العزيز المقالح
- حسم الموهبة - دراسة تضمنت عدة أدباء - للأستاذ عبد الرحمن طيب بعكر
- رسالة ماجستير -للاستاذ عبد الرحمن الشريف
- رسالة ماجستير -للأستاذ عبد الإله خازندار
- رسالة ماجستير -للاستاذ عبده عبد الكريم عبد الله
- العديد من الدراسات لمثقفين وأدباء من لبنان والعراق وسوريا والسودان وقد أشار اليها الشاعر في المجلد السابع من الأعمال الكاملة (شعر شعبي)-صادر عن دار عبادي للدرسات والنشر -2005م

حصل الشاعر على العديد من الجوائز منها جائزة وزارة الثقافة للشعر وجائزة محافظة الحديده، كما تم الإعلان عن تكريمه في أكثر من مناسبة من قبل وزارة الثقافة وبيت الشعر اليمني وبعض الجامعات المحلية لكنه اعتذر عن المشاركة فيها لإيمانه بأن التكريم الأنسب للمثقف يجب أن يتم عبر إتاحة وتوفير أعماله للقارئ والباحث والناقد وتسهيل وصول المهتمين لتلك الأعمال وليس بحفل تكريم ومنحة وأوسمة لا تعود بالنفع الحقيقي على الحراك الثقافي.

## مؤلفات مطبوعة للشاعر حسن الشرفي
- من الغابة 		-1978-	دار العودة -بيروت
- أصابع النجوم 		-1979-	دار العودة -بيروت
- ألوان من زهور الحب والبن	-1979-	دار العودة -بيروت
- سهيل وأحزان الجنتين 	-1985-	مطابع عكرمة-دمشق
- البحر وأحلام الشواطئ 	-1985-	مطابع عكرمه -دمشق
- تقول ابنتي 		-1989-	دار آزال -بيروت
- الطريق إلى الشمس	-1989-	دار آزال -بيروت
- وكان حفر الباطن 	-1994-	دار الثقافة -بغداد
- الهروب الكبير		-1996-	مطابع التوجيه المعنوي-صنعاء
- الأعمال الكاملة (1) 	-1996-	مجد للدراسات والنشر -بيروت
- الأعمال الكاملة (2-3)	-1997-	مجد للدراسات والنشر -بيروت
- عيون القصيدة 		-2000-	مطابع معين -صنعاء
- أقواس علان (1-2)	-2000-	مطابع المفضل -صنعاء
- عيون القصائد		-2001-	الهيئة العامة للكتاب-صنعاء
- شعب المرجان 		-2001-	مؤسسة الإبداع -صنعاء
- بنات الثريا		-2002-	عبادي للدراسات والنشر-صنعاء
- صهيل الورد 		-2002-	مؤسسة الإبداع -صنعاء
- كائنات الوصل		-2002-	عبادي للدراسات والنشر-صنعاء
- الأعمال الكاملة (4) 	-2003-	عبادي للدراسات والنشر-صنعاء
- الأعمال الكاملة (5)	-2004-	عبادي للدراسات والنشر-صنعاء
- الأعمال الكاملة (6)	-2005-	الهيئة العامة للكتاب-صنعاء
- الأعمال الكاملة (7)	-2005-	عبادي للدراسات والنشر-صنعاء
- نصف المعنى 		-2005-	عبادي للدراسات والنشر-صنعاء
- ديوان البردوني		-2006-	عبادي للدراسات والنشر-صنعاء
- الأعمال الكاملة (8)	-2008-	عبادي للدراسات والنشر-صنعاء

## مؤلفات تحت الطبع للشاعر حسن الشرفي
- رنات الوتر 		باللهجة العاميه (حميني)
- ديوان العراق		باللغة العربية الفصحى
- ديوان المقاومة 		باللغة العربية الفصحى

## نماذج من قصائد الشاعر
عيون القصيدة
لم أقل شيئا
(1)
لعيونها الشهلاءِ حامت في فضاء الروحِ
أكواباً، أُرتّلُ ما تيسّرَ من كتاب القبلة الأولى
مُهوِّمةً على شفتين من ماء الحريرِ
أمجُّ فيها حلوَ أحلامي وأنسى كيف نمتُ إلى طلوع الكأسِ
من شمسِ انتباهي.
(2)
يا كلَّ أحبابي هنا، عادت بي الصَّبَواتُ طالعةً
من المعنى الذي في باطن النجوى وفي بطنِ
القصيدةِ لم تعد تُغرَى بغصن «القاتِ» مِنْ
«داجونَ» مقطوفاً بغير أنامل السمراءِ من سهري
وآهي.
(3)
اليومَ أحشدكم فناجيناً فصُبّوني بكلِّ
شفاهِكم قبساً من الشوق القديمِ، وقطّروا كلَّ
الغيومِ البابليّة في شفاهي.

## وفاته
توفى يوم الاثنين في صنعاء في 25 مايو 2020، بعد إصابته بمرض فيروس كورونا 2019.

## قائمة المراجع والروابط الخارجية
- بيت الشعر اليمني
- مختارات من الشعر العربي الحديث في الخليج والجزيرة العربية (الجزء الخامس)-مؤسسة البابطين-1996م
- مختارات من الشعر العربي في القرن العشرين (الجزء الخامس)العراق موريتانيا اليمن -مؤسسة البابطين-2001ممؤسسة البابطين
- مؤسسة الإبداع -د/عبد الولي الشميري-مقدمة شعب المرجان-2001م